# Борис Мандушев
Борис Николов Мандушев е български общественик и възрожденец от Македония.

## Биография
Роден е в град Неврокоп, в голямата българска фамилия Мандушеви. Баща му Никола Мандушев е виден български възрожденец. В 1894 година завършва Робърт колеж. Развива широка дейност в подкрепа на българската просвета в Македония. В 1899 година той е основният двигател при основаването наново на Славянското благотворително дружество в София и става негов секретар. Взима участие в Балканските войни и в 1913 година като околийски началник пристига в Ксанти.
През Първата световна война е преводач в Бюро за пресата към Министерство на войната, За отличия и заслуги през войната е награден с народен орден „За гражданска заслуга“, V степен.
На негово име е кръстена улица в родния му град. Правнук на Борис Мандушев по майчина линия е българският композитор Борис Карадимчев.